# プラマック・レーシング
プラマック・レーシング （ Pramac Racing ) はロードレース世界選手権及びMotoE世界選手権に参戦するレーシングチームである。2002年にイタリアの企業プラマックによって設立された。2005年からはダンティーンMotoGPチームと共同で、プラマック・ダンティーンとして参戦していたが、チームの代表だったルイス・ダンティーンが2008年シーズンの途中でチームを脱退している。本稿ではダンティーンMotoGPについても解説する。
2025年のエントリー名は「プリマ・プラマック・ヤマハMotoGP（Prima Pramac Yamaha MotoGP）」。

## 歴史

### ダンティーンMotoGP ( 1999 - 2004 )
ダンティーンMotoGPチームは、1999年にスペインの元GPレーサー、ルイス・ダンティーンにより設立された。チームはスペインの2人のライダー、フォンシ・ニエトとダビド・ガルシアを擁してヤマハのマシンで250ccクラスに参戦を開始した。
2000年には500ccクラスにステップアップし、ライダーの阿部典史は鈴鹿で勝利をおさめた。2001年にはセカンドライダーとしてホセ・ルイス・カルドソが加入した。この年のチームのベストリザルトは阿部の2位表彰台だった。
2002年に500ccクラスはMotoGPクラスに変わったが、チームは前年度と同じライダー・オーストラリアとバレンシアの阿部を除いて同じ2ストロークマシンのYZR500で戦い続けた。パワフルな990cc4ストローク勢には歯が立たず、ベストリザルトは阿部の4位2回に終わった。
2003年にようやく4ストロークマシンのYZR-M1を手に入れ、中野真矢の1台体制でシーズンを戦った。
2004年にはマシンをドゥカティにスイッチし、前年型のデスモセディチ GP3でシーズンを戦うことになった。2003年のスーパーバイク世界選手権チャンピオン、ニール・ホジソンと同シリーズ2位のルーベン・チャウスのペアを擁したが、シーズン中盤にチームは資金難に陥り、テストプログラムを満足に消化できなくなった。ベストリザルトはチャウスの3位だった。

### プラマック・レーシング ( 2002 - 2004 )
プラマック・レーシングは2002年に、原田哲也をライダーにホンダ・NSR500でMotoGPクラスに参戦を開始した。
2003年は4ストロークマシンのRC211Vを手に入れ、ライダーは原田に代わり玉田誠と契約した。この年、ホンダ系チームでは唯一ブリヂストンタイヤを履き、ベストリザルトは3位表彰台だった。
2004年はポンス・レーシングと一緒に「キャメル・ホンダ」というチーム名で戦うことになった。実質は１台ずつの別チームであり、プラマックは引き続き玉田・ブリヂストンの体制で、ポンスはマックス・ビアッジとミシュランタイヤという体制だった。玉田はシーズン中に2勝を挙げた。

### プラマック・ダンティーン ( 2005 - 2007 )
2005年、ダンティーンMotoGPとプラマック・レーシングは共同で「プラマック・ダンティーン」として参戦することとなった。チームは前年型のドゥカティ・デスモセディチ GP4を使用し、ライダーにイタリアのロベルト・ロルフォを擁した体制だった。タイヤはダンロップを使用したが、最下位近辺の常連となってしまった。
2006年は、ワークスチームと同じ最新型のデスモセディチ GP6を供給された。ライダーは新たにアレックス・ホフマンとホセ・ルイス・カルドソの2人体制となった。しかしまたもダンロップタイヤの競争力不足で、最下位近辺から抜け出すことはできなかった。
2007年のシーズン開幕前、ダンティーンMotoGPはプラマック社の傘下に入ることが発表された。
排気量制限が800ccに変更になった2007年は、最新型デスモセディチ GP7を供給され、タイヤはブリヂストンにスイッチした。ブラジルのアレックス・バロスが新たに加入し、ホフマンのチームメイトとなった。バロスはトップ10圏内の常連となる活躍を見せ、第6戦イタリアGPでは3位表彰台に立った。一方のホフマンは第11戦アメリカGPでプラクティス中に手に重傷を負い、欠場を余儀なくされた。同GPでは代役にチャズ・デイビスが、第12戦チェコGPではイヴァン・シルヴァが採用された。ホフマンは第13戦サンマリノGPで復帰したが、その次の第14戦ポルトガルGPを最後にチームを解雇された。ポイント獲得の可能性があったにもかかわらず、レース中にやる気を無くして勝手にマシンを降りたのがチームの怒りを買ったためである。シーズン残り3戦は，再びチャズ・デイビスが代役を務めた。

### アリーチェ・チーム ( 2008 )
テレコム・イタリアのISPブランド、アリーチェがスポンサーに付き、チーム名はアリーチェ・チームに変更になった。またルイス・ダンティーンは、第10戦ドイツGP開催中にチームを脱退した。デスモセディチ(GP8)とブリヂストンのパッケージを継続することとなった。ライダーは一新され、シルバン・ギュントーリとトニ・エリアスのコンビとなった。エリアスは第12戦チェコGP、第13戦サンマリノGPと2戦連続で表彰台に立ち、ドゥカティ勢としては2番手となる年間ランキング12位を記録した。

### プラマック・レーシング ( 2009 - )
2009年シーズンはチーム名をプラマック・レーシングに戻し、参戦を継続した。マシンパッケージは変わらず最新型デスモセディチ GP9とブリヂストンタイヤ、ライダーはミカ・カリオとニッコロ・カネパに変更になった。カリオはシーズン中盤、体調不良のケーシー・ストーナーの代役としてドゥカティ・ワークスから3戦に出場した。その間のプラマックのシートの穴埋めはミッシェル・ファブリツィオが1戦、アレイシ・エスパルガロが2戦務めた。
2010年シーズンはカリオのチームメイトに、前年の代役参戦時の走りが評価されたアレイシ・エスパルガロが就くことになった。カリオは肩の痛みにより苦戦が続き、シーズン終了を待たずにチームを離脱、終盤2戦にはカルロス・チェカが代役参戦した。
2011年はライダーを一新し、スズキからロリス・カピロッシを、ホンダLCRからランディ・ド・プニエを迎えることとなった。
2020年シーズン終了後、3年間在籍していたジャック・ミラーと2年間在籍していたフランチェスコ・バニャイアはドゥカティ・チームに移籍することが決定した。
2021年シーズンは新体制が発表され、エスポンソラマ・レーシングから移籍したヨハン・ザルコと、Moto2クラスからステップアップしたホルヘ・マルティンの2名が加入。しかし、マルティンが第3戦ポルトガルGPで転倒し骨折したため、次戦スペインGPは欠場となった。代役にはスーパーバイク世界選手権に参戦中のエステベ・ラバトが起用された。マルティンが第10戦スティリアGPでチーム初の優勝を飾り、2023年も彼の活躍により初のチームタイトルを獲得した。

### プリマ・プラマック・ヤマハMotoGP（2025-）
2025年はドゥカティとの長年の契約を終了し、ヤマハと複数年契約を締結。モンスターエナジー・ヤマハMotoGPとのダブルワークス体制で参戦することが発表された。ライダーはジャック・ミラーとミゲル・オリベイラ。